# Baranowskiella ehnstromi
Baranowskiella ehnstromi – gatunek chrząszcza z rodziny piórkoskrzydłych i podrodziny Ptiliinae. Jedyny z monotypowego rodzaju Baranowskiella. Zamieszkuje północną, zachodnią i środkową część Europy, będąc najmniejszym przedstawicielem rzędu na kontynencie. Jest saproksylicznym grzybożercą, zasiedlającym huby czyrenia muszlowego i rozpostartego, rosnące na obumarłych częściach wierzb, a rzadziej leszczyny pospolitej.

## Taksonomia
Gatunek i rodzaj opisane zostały po raz pierwszy w 1997 roku przez Mikaela Sörenssona na podstawie okazów odłowionych w latach 1988–1989 w Szwecji. Jako miejsce typowe wskazano Vik w dystrykcie Balingsta w Upplandzie. Nazwę rodzajową nadano na cześć entomologa Rickarda Baranowskiego. Z kolei epitet gatunkowy honoruje Bengta Ehnströma, który odłowił większość materiału typowego, w tym holotyp.
Dane barkodowe wskazują na bliskie pokrewieństwo B. ehnstromi z występującym na Dalekim Wschodzie Rosji Primorskiella anodonta. Te dwa gatunki są jedynymi przedstawicielami plemienia Nanosellini w Palearktyce.

## Morfologia

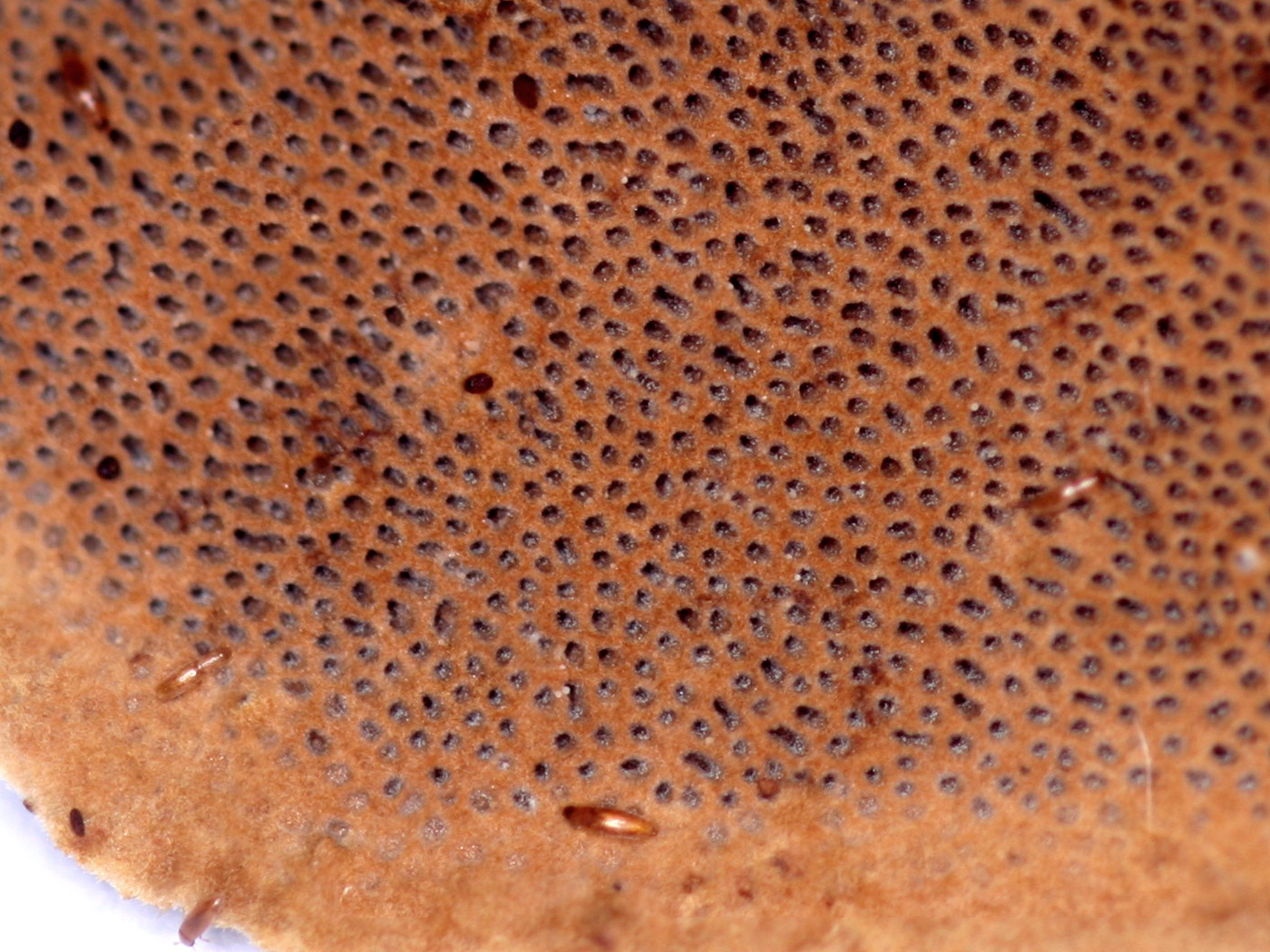
Osobniki dorosłe na czyreniu muszlowym

Jest to najmniejszy przedstawiciel rzędu chrząszczy w Europie, osiągający od 0,49 do 0,56 mm długości i od 0,15 do 0,17 mm szerokości. Jest również najsmuklejszym przedstawicielem piórkoskrzydłych w Europie. Stosunek jego długości do szerokości wynosi od 3,3 do 3,7, podczas gdy u pozostałych gatunków jest mniejszy niż 3. Największą szerokość ciało osiąga za środkiem długości pokryw. Ubarwienie ciała jest jasnożółtawe do pomarańczowobrązowego, często z ciemniejszą, brązowawą do ciemnobrązowej głową. Powierzchnię ciała równomiernie porasta stosunkowo gęste, podniesione owłosienie.
Głowa jest wąska, węższa niż u innych Nanosellini, jej szerokość wynosi od 0,08 do 0,09 mm. Wycofana jest w przedtułów po tylne krawędzie oczu. Stosunkowo małe i lekko wysklepione oczy złożone składają się z 30–35 omatidiów. Czułki osiągają od 0,12 do 0,13 mm długości i zbudowane są z dziesięciu członów (inne europejskie piórkoskrzydłe mają czułki 11-członowe). Człony od szóstego do ósmego są szersze niż dwa poprzednie, a najszersze człony dziewiąty i dziesiąty formują buławkę. Oba człony buławki mają u podstawy pierścienie ze szczecinek, a ostatni także pierścień z palcowatych wyrostków sięgający ponad jego wierzchołek. Na wierzchu wargi górnej widnieje kilka porów i liczne szczecinki. Rozmiary lewej żuwaczki są zredukowane a jej kształt niemal trójkątny i stępiony. Szczęki mają po dwie szczecinki u nasady pieńków, po trzy szczecinki u nasady żuwek wewnętrznych, grzebienie tychże żuwek o zmniejszonej liczbie szczecinek włosowatych, po dwa rzędy delikatnych włosków na wierzchołkach żuwek zewnętrznych oraz po trzy szczecinki u nasady palpigeru. Głaszczki szczękowe są czteroczłonowe; dwa pierwsze człony mają po dwa pory, człon trzeci ma cztery szczecinki i smukły, rozwidlony narząd zmysłowy, a człon czwarty dwie szczecinki u nasady i palcowate, rozwidlone narządy zmysłowe. Przedni brzeg podbródka zaopatrzony jest w dwie szczecinki, a za nim występuje para porów. Bródka ma pięć szczecinek pogrupowanych po dwie i trzy. Głaszczki wargowe są uwstecznione, zbudowane z jednego członu. Przyjęzyczki są duże i oddalone od niepodzielonego języczka. Szkielet wewnętrzny głowy odznacza się silnie zredukowanym tentorium, pozbawionym ramion grzbietowych i tylnych.
Smukłe, wypukłe, zwężone ku przodowi przedplecze ma w mniejszym lub większym stopniu zaokrąglone kąty tylne oraz delikatnie obrzeżone krawędzie boczne. Przednia część przedpiersia wydłużona jest ku przodowi i tak długa jak panewki przednich bioder. Na jej przedzie wyrasta podwójny rządek szczecinek. Tylna część przedpiersia całkowicie zamyka od tyłu panewki przednich bioder, w których to z kolei brak jest kieszonek przednich. Mała tarczka (mesoscutellum) ma poprzecznie siateczkowaną część nasadową i dwa smukłe i tępe wierzchołki w tyle, z których grzbietowy nie sięga poza spodni. Epimeryty śródtułowia są duże i płatowate. Pociągłe śródpiersie ma rzeźbę w postaci sześciokątnej siateczki, wystające kąty przednio-boczne i wykrojony przedni brzeg. Długi i wąski, kształtem podobny grotowi strzały wyrostek międzybiodrowy śródpiersia ma część przednią zaopatrzoną w delikatny kil, a część środkową rozszerzoną. Widełki sternalne śródpiersia (mesofurca) mają niesymetryczny, nierozwidlony, skierowany bocznie wierzchołek grzbietowy. Pokrywy są wąskie i mają zaokrąglone barki, a na wierzchołku pola ząbków, pola szczecinek oraz bardzo duże grzebienie. Na spodniej powierzchni pokryw obecne są nasadowe, proksymalne i dystalne pola drobnych grzebyków oraz nieco czworokątnie powrębiane listewki strydulacyjne. Z kolei na epimerytach zatułowia występuje plectrum, z którym współtworzą one aparat strydulacyjny. Episternity zatułowia mają na przedzie parę szczecinek. Zaplecze cechuje się wąską tarczką oraz wąskimi listewkami wentralnymi na wewnętrznej powierzchni. Zapiersie jest szersze od śródpiersia. Powierzchnię ma siateczkowaną i owłosioną. Wąski endosternit zatułowia ma dwuczęściowy wierzchołek grzbietowy. Odznacza się brakiem endoapodemy bocznej okrężnej. Tylne skrzydła mają postać wąskich pałeczek z długimi włoskami i osadzone są bezwłosych trzoneczkach. 
Biodra przedniej pary odnóży stykają się ze sobą, natomiast ich panewki dzieli wąskie żeberko. Biodra środkowej pary zaopatrzone są w duże, rozszerzone bocznie mycetangia. Krętarze środkowej i tylnej pary mają po dwie szczecinki.  Stopy przednich i środkowych odnóży mają oba pazurki mniej więcej jednakowej długości, natomiast w przypadku pary tylnej drugi pazurek jest o połowę krótszy niż pierwszy. Empodia wszystkich stóp mają rozszerzone wierzchołki.
Odwłok ma przetchlinki na tergitach od pierwszego do szóstego, a strigule na tergitach od drugiego do szóstego. Siateczkowanie i grzebienie wzdłuż brzegów bocznych pierwszego tergitu są bardzo delikatnie zaznaczone. Na środku drugiego tergitu występują rzędy poprzecznych, półksiężycowatych szczecinek. Wysklepione, stosunkowo smukłe pygidium ma wierzchołek wyciągnięty w pojedynczy, ostry ząbek. Trzeci sternit (pierwszy wentryt) odwłoka ma linie udowe ciągnące się bocznie nieco poza szczecinki tylno-środkowe. Samiec ma dziewiąty sternit z parą szczecinek. Prącie jest wąskie, rurkowate, długości 0,01 mm, zaopatrzone w parę szczecinek na wierzchołku oraz w podkowiastą poprzeczkę w woreczku wewnętrznym.

## Biologia i ekologia

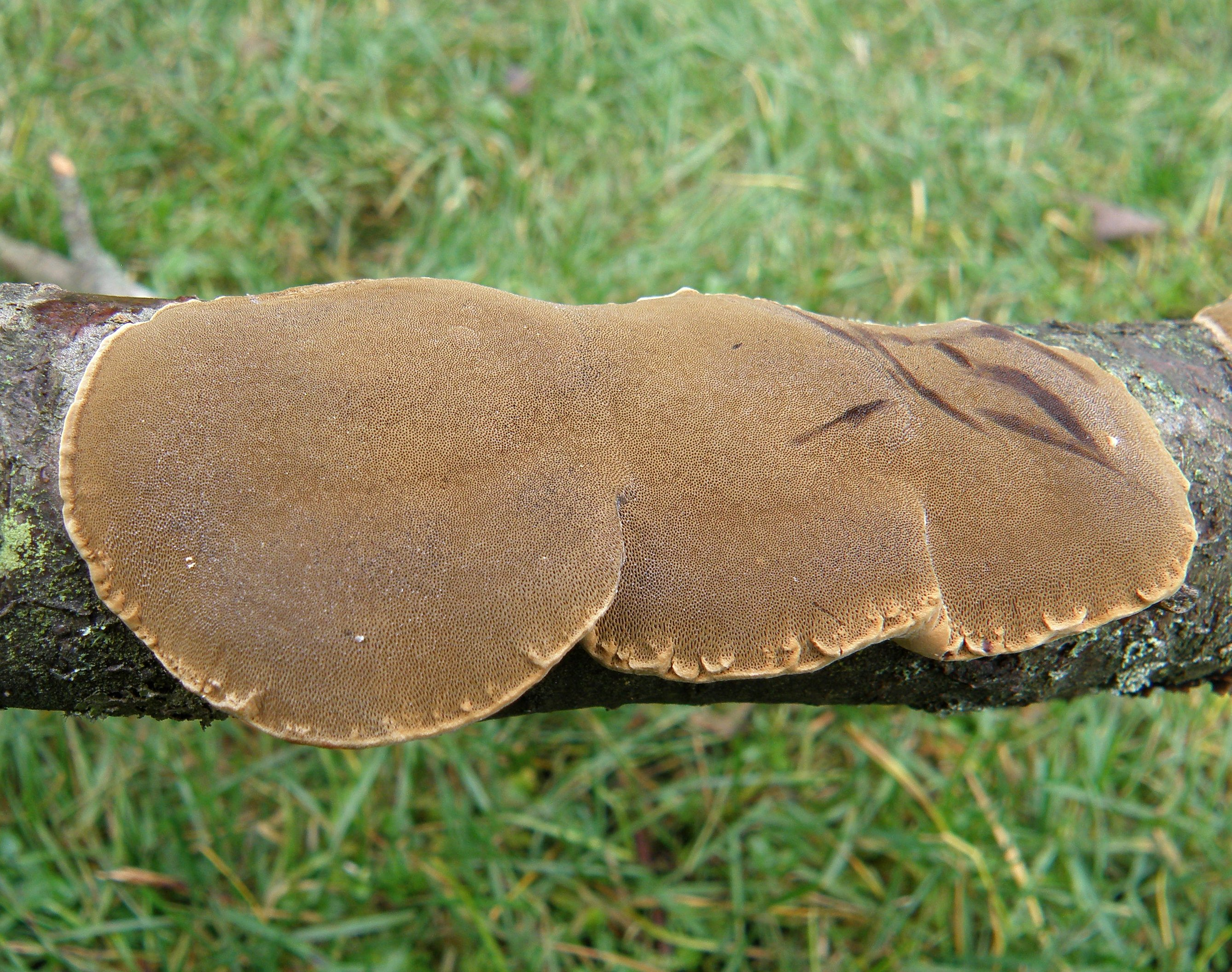
Owocnik czyrenia rozpostartego

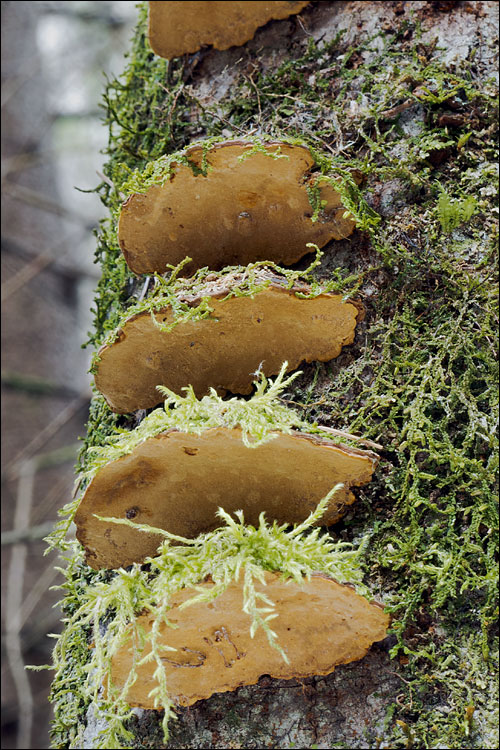
Owocniki czyrenia muszlowego

Owad ten zasiedla cieniste lasy liściaste i mieszane, także te o niewielkiej powierzchni. Rzadziej spotykany jest w zakrzewieniach i na stanowiskach częściowo odsłoniętych.
Zalicza się do gatunków saproksylicznych. Jest grzybożercą, zasiedlającym owocniki hub z gatunków czyreń muszlowy i czyreń rozpostarty, a przypuszczalnie także innych pokrewnych gatunków; w szczególności podejrzewa się możliwość jego występowania na czyreniu rokitnikowym i czyreniu dębowym, jako że należą tu tej samej grupy gatunków, co rozpostarty. Znajdowany był w owocnikach rosnących głównie na obumarłych pędach oraz stojących i powalonych pniach wierzby iwy, rzadziej innych wierzb i leszczyny pospolitej. Badania zawartości jego przewodu pokarmowego wskazują na zarodniki wymienionych grzybów jako podstawę diety.
Zarówno osobniki dorosłe jak i larwy spotyka się w ciągu całego roku. Bytują w porach i rurkach owocnika, a silnie wysmuklony kształt ciała owadów dorosłych jest przystosowaniem do życia w tych wąskich przestworach. Mogą przez wiele lat zamieszkiwać jedną hubę.
Osobniki dorosłe są zdolne do komunikacji za pomocą strydulacji. Aparaty strydulacyjne B. ehnstromi były pierwszymi opisanymi w całej nadrodzinie kusakokształtnych (Staphylinoidea). Początkowo przypuszczano, że są one wyjątkowe na tle tej grupy, jednak później znalezione zostały także u innych piórkoskrzydłych.

## Rozprzestrzenienie
Gatunek palearktyczny, znany z północnej, zachodniej i środkowej części Europy. Podawany był ze Szwecji, Finlandii, Norwegii, Anglii, Francji, Belgii, Luksemburga, Niemiec, Danii, Szwajcarii, Austrii, Czech i Polski. Jego szczegółowy zasięg jest słabo zbadany, jako że ze względu na drobne rozmiary i jasne ubarwienie chrząszcze te łatwo ulegają przeoczeniu.